# 佛经

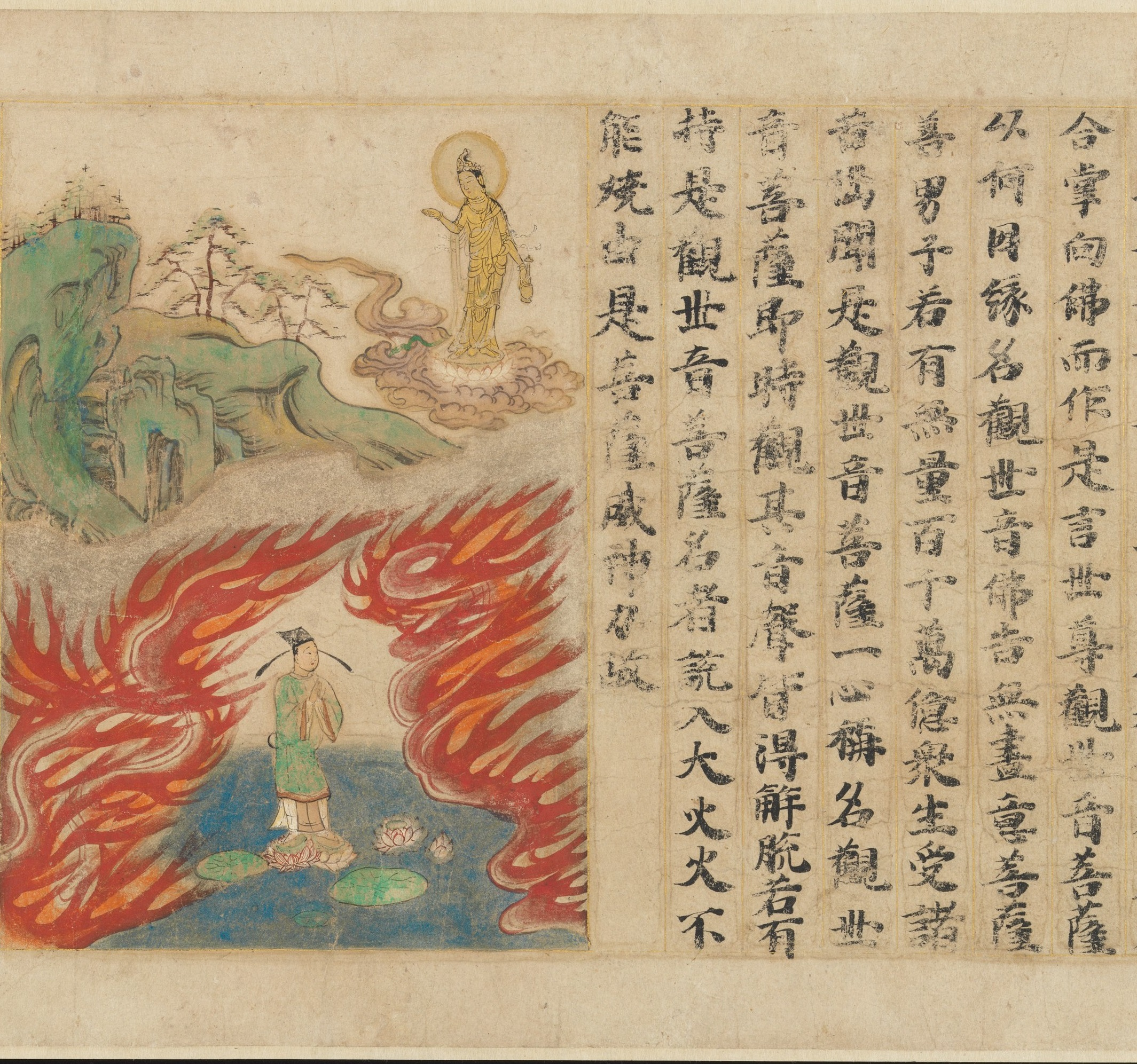
持是觀世音菩薩名者，設入大火火不能燒。來源：《法華經·普門品》

佛經為記載佛語和佛陀教法的經典。主要指經藏，有時也泛指經律論三藏，以及歷代後賢著作的全部佛典，古代總稱為「眾經」、「一切經」或「大藏經」。按佛教傳統和記載語言，佛典可分為巴利語（南傳上座部佛教）、古漢語（漢傳佛教）、古典藏語（藏傳佛教）三大體系，殘存的梵語、犍陀羅語文獻，並衍生出焉耆-龜茲語、于闐語、粟特語、回鶻語、西夏語、蒙語、滿語、日語、韓語、越南語、古爪哇語、高棉語、泰語、傣語、緬語、僧伽羅語、現代漢語和英語等語言的再譯本。
佛教在印度一千多年的發展，誕生了為數眾多的龐大典籍。儘管有共通源頭，但經過長期抉擇、揚棄與衍生的教判過程，形成了多樣化的面貌：
- 斯里蘭卡、泰、緬等地傳承聲聞乘的上座部教法，以傳至斯里蘭卡島的分別說部──赤銅鍱部中阿努拉德普勒大寺派的《巴利三藏》為主，重視四念處禪修。傳揚解脫道四向四果，為上座部佛教；
- 漢字文化圈以大乘經論為主幹。教理之義學肇始於關河(鳩摩羅什)[6]，後有三論、天台、華嚴、法相，旁兼說一切有部毗曇學、成實學、俱舍學；行法有參禪(禪宗)、念佛(淨宗)、止觀(關中/廬山禪經、天台止觀、華嚴止觀、瑜伽師地論等)，及秘密乘中雜密的儀軌咒語，和純密的修行體系。主要傳揚菩薩道，推崇菩提心和六波羅蜜行，為東亞佛教，屬於大乘佛教的一支；
- 西藏、不丹、蒙古等地承接密續教法，以和怛特羅有關的印度密教為主。重視顯教宗義（英语：Siddhanta）(藏: grub-mtha')有部、經部、唯識、中觀的學習，密咒壇城護摩的加持，以及觀修本尊。其修行分為修習空性的解脫道(藏: grol lam)，和修習那洛六法等密續瑜伽，開通氣脈和脈輪的方便道(藏: thabs lam)。傳揚密咒金剛乘，得悉地成就，為西藏佛教，屬於大乘佛教的一支。

1967年，世界佛教僧伽會通過〈上座部佛教與大乘佛教的基本共識〉，作為聯合不同佛教傳統的普世宣言。其成員來自南傳上座部佛教、大乘佛教和怛特羅佛教在世界各地的代表。

## 結集
佛教早期並沒有書面經典，僧眾以口述傳承教法。釋迦牟尼寂滅後，僧團在王舍城舉行第一次集結（saṃgīti）。據佛教律藏的共通記載，該次集結由「上座」比丘大迦葉等人主持，「多聞者」阿難誦出佛陀所說修多羅，「持律者」優波離誦出波羅提木叉，大眾對其內容共同審定，再編成次第，為後來《四阿含》（法）與律藏（律）的起源。
佛陀在世期間，其大弟子舍利弗、迦旃延等人，擅於歸納演繹佛法精義，為後來阿毘達磨論藏（對法）的濫觴。傳說王舍城結集時，大迦葉誦出了阿毘達磨（其他的記載，則謂是阿難或富樓那）。在推重阿毘達磨的上座部中，如說一切有部、銅鍱部、犢子部等，主張自宗所傳承的阿毘達磨論為佛陀所說，不過大眾部與化地部、銅鍱部律沒有結集論藏的明文，而經量部師認為沒有對法藏，對法只是契經解說慧學的部份，弟子所作的論只是經疏，不算作藏。
印順法師檢視有關論藏結集的記載，異說紛紜，認為論藏在部派分立以前的時代尚未存在，而應為部派時代的作品。他也主張經與律，應是經過一段時期不停的整理與結集才形成現有規模，現存的四阿含與律藏難以單一溯源到王舍城結集。
大乘經的傳出有種種傳說。據《大唐西域記》，大眾部另外進行窟外集結集出五藏。其中或有大乘經；《大智度論》則記載，佛陀滅度後，文殊、彌勒諸大菩薩，與阿難共集摩訶衍教法，專稱為「菩薩藏」。西藏傳說則稱大乘佛法之根本結集，在王舍城旁無垢空性山（Vimalasvahava），有百萬佛子聚集，由普賢菩薩領導、文殊、彌勒、金剛手等大菩薩共同結集而成。其他則有說是從諸天與龍宮取得、憶念過去生所聞佛法、從他方佛、三昧中見佛等聽聞而來。
大乘經論當中，文殊傳承甚深觀於龍樹─提婆，形成《中論》等中觀般若經論，彌勒傳承廣大行於無著─世親，形成《大乘經莊嚴論》等唯識經論。天台宗以龍樹為佛陀「金口相承」，以自宗為龍樹「今師相承」。禪宗稱佛陀在靈鷲山拈花微笑，以「正法眼藏」付囑摩訶迦葉，其教外別傳不立文字之「心印」，代代相傳至菩提達摩。。
有些記載稱，三藏之外另立有「咒藏」，專門收集諸佛所說之祕密曼怛羅(mantra)、陀羅尼(dhāraṇī)、種子字(bīja)、明咒(vidya)，或護咒(paritta)。大乘佛教以金剛手菩薩（金剛薩埵）為雜密及諸密續之傳法與集結者，藏密又以普賢王如來、金剛總持為無上瑜伽的傳法者。

## 傳佈
關於佛教在何處傳播、受持等問題，歷史上並無留下明確記載，因此無法確定從佛世到佛滅間佛教流傳的地域範圍。只能從阿含經與律藏所提的說法與制戒地點，約略推想出佛陀遊歷的地區，大抵就是恆河中游的摩揭陀國，即現今印度比哈爾邦的大部分與北方邦的一部分地區。
在根本分裂後，由於阿育王對佛教的保護政策，佛教傳到印度內外各地。之後，根本兩部又各自再分裂，到佛滅三百年以後，便形成所謂十八部的「部派佛教」。據南方上座部所傳，阿育王派遣僧伽到印度國內外九個地區傳教，擴大佛教教團的幅員，即西北自巴基斯坦延伸到阿富汗，甚至更遠及希臘；北至喜馬拉雅山地，西自印度河下游往西海岸一帶發展，南從印度南部到斯里蘭卡，東則遠達緬甸地區。而佛教哲學的論書（阿毘達磨）也在這時逐漸成立，一般認為論藏是歷經初期、中期、後期，共費時約二至三百年的時間，直到公元前一世紀左右才定型下來。
大乘佛教的傳出，至早為公元前一世紀左右。初期傳出的大乘經典可分為以信行為中心的「念佛」，與重視智行的「般若」、「空」等兩大類。迦膩色伽28年(公元2世紀)，摩偷羅地方就有阿彌陀佛像，為已知最古之阿彌陀佛像，其銘文為「願一切眾生得無上佛智」，可見其時阿彌陀佛信仰已在當地流傳。這些新傳出的大乘佛典，與佛傳文學有密切的關係，當中提倡以菩薩為本的佛法，並反對部派佛教的阿毘達磨學說，引發了當時部派間的論諍。至公元二世紀後，這些大乘經典大量在中國傳譯。
關於大乘教團的起源問題，現代歷史學的學術研究未有明確定論。明治時期的學者前田慧雲(1903)對比大乘和大眾部的思想後，找出其中的共通點，提出「大眾部起源說」，但也有學者認為大乘佛教未必與大眾部有密切的關係，倒與上座部系有很深的淵源。平川彰(1968)則提出「在家佛塔教團起源說」，認為大乘佛教非源於部派，而是以佛塔供養為中心的在家信奉者教團。不過此說因文獻證據不足，主觀推論過多，有不少學者提出反對意見。Gregory Schopen更詳細考察印度與佛塔相關之碑銘，得出公元前二世紀已有出家僧人參與佛塔供養，表明部派僧人與佛塔供養的密切關係，主張「在家佛塔起源說」不能成立。Paul Harrison等學者，則注意到大乘經典強調禪修的重要，而主張大乘初期的教團是以森林禪修、頭陀行為主的傳統，這群禪修者日漸增多後才開始發展成寺院。
另外，有學者認為大乘是在部派佛教中依附於部派的特定學派思潮，而不具有教團的獨立自主性。按目前已知的考古資料，最早出現「大乘」名號的碑文位於公元五世紀以後西印的阿旃陀石窟，刻有「釋種比丘．大乘（信奉者）的布施，迴向一切眾生得無上智」的字句，推測或許到此時才有比較自主的大乘教團存在於印度。

## 翻譯
佛陀傳佈其教法的用語，最初為摩揭陀俗語。隨著教團擴張，僧眾們用印度當地的俗語來傳佈佛陀的教法，到笈多王朝（約西元320-550年）時期，佛教內部轉而使用梵語的情況變得明顯。
由於佛陀禁止以吠陀梵語傳述佛典，早期的漢譯佛典並非譯自梵語，而是從印度俗語、犍陀羅語、西域諸語等語言翻譯過來的。直到後期，佛教僧眾改以梵語作為經典語言之後，南北朝之後的漢譯佛典就以梵語佔多數，而七世紀之後的藏譯佛典，其從印度傳譯來的佛典更是幾乎全出自於梵語，藏譯佛典主要自梵語譯出，也有部份轉譯自漢譯佛典，極少數譯自包括蒙古、新疆在內的中亞語言。有些後期佛典可能是在西藏撰述但宣稱是譯典。
中國第一部漢譯佛典相傳是攝摩騰所譯的《四十二章經》，隨後有安世高譯《轉法輪經》《安般守意經》、支婁迦讖譯《道行般若經》、支謙等譯《法句經》《大般泥洹經》、康僧會譯《六度集經》、竺法護譯《生經》《修行道地經》、鳩摩羅什譯《遺教經》、還有譯者不明的《稻稈經》、《八大人覺經》等早期翻譯佛典。
東晉至唐朝為漢譯佛典興盛期，其中鳩摩羅什與真諦、玄奘、不空（或義凈）並稱為佛經翻譯四大家，譯出不少般若、中觀、如來藏、唯識和秘密乘佛典。北宋的法天、施護、天息災等人，所譯佛典以密續為主而旁兼阿含類及些許大乘顯教經論，這是漢傳佛教最後一次大規模翻譯佛典的活動。
民國時期，漢傳佛教與南傳上座部佛教以及藏傳佛教有了較多接觸，分別有了參法師（葉均）和法尊法師譯出零星作品。

## 教典

### 概述
不同時期和地域的佛教，有其各自尊奉的至高教典。初期佛教奉《阿含》為佛陀根本聖教，大乘佛教以《般若經》為佛法核心，唯識學派以《解深密經》為最高宗義；中國佛教把《法華經》《華嚴經》《楞嚴經》視為究竟圓滿的圓教，讚譽「法華成佛，華嚴富貴，楞嚴開慧」。源自唐密的日本密教，宗奉《大日經》《金剛頂經》《蘇悉地經》《般若理趣經》。藏傳佛教的藏密行者常誦持《聖妙吉祥真實名經》，以《秘密集會續》《勝樂根本續》《時輪續》等無上瑜伽密續為最上教法。尼泊爾的尼瓦爾佛教則有以九部梵文本大乘佛經為殊勝「九法」（Nava Dharma）的傳統。
就漢傳佛教宗派而言，禪宗又與《楞伽經》《思益經》《維摩詰經》《金剛經》《文殊說般若經》《大乘涅槃经》《圓覺經》有重要淵源；西方淨土法門特重《阿彌陀經》《無量壽經》《觀無量壽經》，彌勒淨土法門重《彌勒下生經》《觀彌勒上生經》。此外，解說如來藏義的《勝鬘經》，和禪那、三昧有關的《般舟三昧經》、《首楞嚴三昧經》、《觀普賢行法經》在漢傳佛教亦受一定重視（印度中、後期大乘亦重視《月燈三昧經》、《寶雲經》）。祈請佛菩薩護佑加持的《金光明經》《仁王護國經》《藥師經》《地藏經》《普門品》等，在漢傳佛教也相當盛行。《大寶積經》和《大方等大集經》為大乘的經集，廣收各種大乘修行法門。
《般若波羅蜜多心經》以及〈大悲咒〉〈尊勝咒〉〈楞嚴咒〉為漢傳佛教不分宗派普遍誦持的陀羅尼。在密教當中，佛菩薩本尊護法各有其真言，如觀世音菩薩的〈六字真言〉、準提菩薩的〈準提咒〉、毗盧遮那佛的〈光明真言〉。藏傳密宗特別盛行多羅菩薩的〈度母二十一禮讚〉以及〈金剛薩埵百字明咒〉，後者為修習本尊瑜伽的必備前行。尼泊爾的尼瓦爾佛教奉行《大隨求陀羅尼經》、《守護大千國土經》、《大孔雀明王經》、《大寒林陀羅尼經》、《大護明大陀羅尼經》為五護陀羅尼（Pañcarakṣā）。奉尼柯耶為聖典的南傳佛教則把《慈經》、《吉祥經》、《寶經》、《阿吒曩胝經》等當作護衛經文。舍利弗因之悟入法眼淨的〈緣起偈〉，經常被銘刻在印度寺院的佛塔上，視之為佛陀法身。
並非所有漢傳佛典皆為翻譯之作，如古代民間流行用來祈求福報的《高王觀世音經》、《天地八陽神咒經》等，或者天台宗著作中，常引用南北朝時期流行的《提謂波利經》、《像法決疑經》、《最妙勝定經》，後世經錄皆判定非譯自印度，而列入偽目，為刻本藏經所不收。又如传达孝顺亲长的《父母恩重难报经》、《盂蘭盆經》、《地藏经》等，現代研究者多认为是華人僧俗所造。這些可能是在漢地撰造的「本土經論」不乏至今仍對中國佛教影響至鉅的佛典，如戒律類的《梵網菩薩戒經》，經藏類的《大佛頂首楞嚴經》、《圓覺經》，以及論典類的《大乘起信論》、《寶藏論》等等。
《六祖壇經》是後人推崇禪宗六祖曹溪惠能的言行，尊稱為「經」的言行錄，在中國佛教史和思想文化史上占據極為重要的地位。淨影慧遠《大乘義章》、慈恩窺基《大乘法苑義林章》以及永明延壽《宗鏡錄》為漢地重要的佛教通論之書，為佛法之綱要。智顗《法界次第初門》則從其止觀角度出發，撰集法數名目，明法門之淺深次第。《法苑珠林》以類書的形式網羅眾多佛教經論和外典俗書，為佛教的百科全書。《彌蘭王問》（那先比丘經）記載部派佛教時期，印度僧侶那先比丘（龍軍長老），與統治當時北印度之希臘國王彌蘭王（米南德一世）對答佛教義理，反映了印度佛教文化與希臘文明的初次對話。
中國佛教在唐代以後，為了控管僧尼人數，曾形成「試經度僧」的度牒制度，以《法華經》等大乘經為主要的應試經論。歷史上流行又富有文學影響的漢譯佛經，依據胡適的說法，則要算上鳩摩羅什所譯的《金剛》，《法華》，《維摩詰》這三部。初期佛教聖典、現代佛學公認最接近原始佛教的《阿含》，反而長期在中國佛教的傳統裡受到冷落。不過在印順法師的闡發推動下，記載佛陀根本思想言行的四阿含及尼柯耶，已逐漸為現代華語佛教界所研習重視。
由於佛教經文繁多、經典龐大，一些短小的經文或偈頌集，編輯為入門書而流傳開來，如《法句經》、《四十二章經》(中國佛教)、《佛遺教經》、《八大人覺經》(中國佛教)、無著賢論師的《佛子行三十七頌》(西藏佛教)、摩咥里制吒的《一百五十讚佛頌》及龍樹的《勸誡王頌》（印度佛教）等。
|  | 阿含經 |
|  |        |
|  | 法句經 |
|  |        |

|  | 摩訶般若波羅蜜經 |
|  |                  |
|  | 般若波羅蜜多心經 |
|  |                  |
|  | 金剛經           |
|  |                  |
|  | 法華經           |
|  |                  |
|  | 華嚴經           |
|  |                  |
|  | 解深密經         |
|  |                  |
|  | 楞伽經           |
|  |                  |

|  | 阿含經 |
|  |        |
|  | 法句經 |
|  |        |

|  | 摩訶般若波羅蜜經 |
|  |                  |
|  | 般若波羅蜜多心經 |
|  |                  |
|  | 金剛經           |
|  |                  |
|  | 法華經           |
|  |                  |
|  | 華嚴經           |
|  |                  |
|  | 解深密經         |
|  |                  |
|  | 楞伽經           |
|  |                  |

|  | 阿含經 |
|  |        |
|  | 法句經 |
|  |        |

|  | 摩訶般若波羅蜜經 |
|  |                  |
|  | 般若波羅蜜多心經 |
|  |                  |
|  | 金剛經           |
|  |                  |
|  | 法華經           |
|  |                  |
|  | 華嚴經           |
|  |                  |
|  | 解深密經         |
|  |                  |
|  | 楞伽經           |
|  |                  |

|  | 阿含經 |
|  |        |
|  | 法句經 |
|  |        |

|  | 摩訶般若波羅蜜經 |
|  |                  |
|  | 般若波羅蜜多心經 |
|  |                  |
|  | 金剛經           |
|  |                  |
|  | 法華經           |
|  |                  |
|  | 華嚴經           |
|  |                  |
|  | 解深密經         |
|  |                  |
|  | 楞伽經           |
|  |                  |

| 律 | \| \| 四分律（漢傳僧團） \| \| \| \| \| \| 巴利律藏（南傳上座部僧團） \| \| \| \| \| \| 根本說一切有部毘奈耶（藏傳僧團） \| \| \| \| |
|    | \| \| 四分律（漢傳僧團） \| \| \| \| \| \| 巴利律藏（南傳上座部僧團） \| \| \| \| \| \| 根本說一切有部毘奈耶（藏傳僧團） \| \| \| \| |
|    | 四分律（漢傳僧團） |
|    | |
|    | 巴利律藏（南傳上座部僧團） |
|    | |
|    | 根本說一切有部毘奈耶（藏傳僧團） |
|    | |

|  | 四分律（漢傳僧團）               |
|  |                                  |
|  | 巴利律藏（南傳上座部僧團）       |
|  |                                  |
|  | 根本說一切有部毘奈耶（藏傳僧團） |
|  |                                  |

| 論 | 阿毘達摩 |
|    | 阿毘達摩 |

### 結構
釋迦牟尼在菩提樹下成道後，開演教法的第一部經，是在鹿野苑對五比丘宣說中道及四聖諦的《轉法輪經》，接著是《五蘊皆空經》，最後一部是佛陀入般涅槃前三個月行腳教化及開示最後教誡的《大般涅槃經》。天台宗判教等大乘佛教說法，是以如來初成道後，現毘盧遮那身講《華嚴經》頓說佛道，爾後開演《四阿含》，以及《維摩詰經》、《摩訶般若波羅蜜經》等大乘經漸次陶練其心，最後講《法華經》開權顯實，顯揚一乘，又於入滅前說《涅槃經》捃拾眾生，令具真常佛性，入大涅槃。
若按體裁，佛典又可分為十二種形式（若依九分教則沒有「尼陀那」、「阿波陀那」、「優波提舍」）：
- 修多羅（Sūtra）：以散文逕直闡述法義，又稱長行、略說；狹義來說，指直說五蘊、十八界、十二處、十二因緣、四諦等內容的教說。[99]
- 祇夜（Geya）：以偈語重誦修多羅中所說法義，又稱應頌、重頌。[100]
- 記別（Vyākaraṇa）：辯析真實法義，解說法義顯明了義的教說，用以記真實義；又指弟子所證或死後生處，以及未來世證果及成佛名號，為記未來生事或菩薩當成佛之事，又稱授記。[101]
- 伽陀（Gatha）：不同於像祇夜那樣對長行再次解說的偈頌，而是直接以偈語來讚詠法義。[102]
- 憂陀那（Udāna）：無人請問，佛陀見世間事，隨興自發偈語，又稱無問自說；說一切有部的法句經亦名憂陀那（自說品，Udanavarga[103]）。[104]
- 尼陀那（Nidāna）：指佛陀宣說法要或制定戒律，其所特有的事緣，又稱因緣。[105]
- 阿波陀那（Avadāna）：為令了解所說旨趣，而舉世間事跡、業報因緣、寓言故事等為例，顯明所說本義，又稱譬喻[106]；又用來指辟支佛、阿羅漢等自說其本行因緣，又稱本起[107]。
- 本事（Itivṛttaka/Ityuktaka）：不清楚是佛陀對何人說，在何處說，為何事說，自古輾轉相傳聽來，以「吾從世尊，聞如是語」起頭，「爾時世尊，重攝此義」及重頌作結。以玄奘所譯《本事經》以及巴利《如是語經》（巴利語：Itivuttaka）為代表[108]；或指除佛本生外，所宣說的所有過去世之事。[109]
- 本生（Jataka）：佛陀過去生所行的菩薩行故事，有些源自印度民間故事的佛化。[110]
- 方廣（Vaipulya/Vaidalya/Vaitulya）：以正理廣為分辨諸法，廣說種種甚深法義的契經名為方廣(vaipulya)，如《梵網六十二見經》、《大因緣經》等[111]。亦名廣破(梵語：vaidalya；巴利語：vedalla)，由此廣言能破極堅無智闇。又稱無比(vaitulya)，由此廣言理趣幽深，無有諸法能與相比[112]。南傳上座部稱為vedalla，解釋為由發問而得智與歡喜的契經，如《中部·43經》、《中部·44經》等[113]。大乘佛教則認為菩薩藏相應言說名為方廣，或稱方等。[114]
- 未曾有法（Adbhutadharma）：說三寶佛、法、僧的甚稀有事，又稱希法；或指諸弟子等讚歎如來具有的特別功德。[115]
- 優波提舍（Upadeśa）：對其餘分教所說義理加以分別法相，釋難決擇，顯示正理，是為論議；佛的大弟子，共集一處，對佛的略說，各申解說，隨理辯釋，如阿毘達磨（Abhidharma）、摩怛理迦（Mātṛka，本母）等，亦為論議。[116]

### 佛傳
佛陀在人間活動事跡的素材，散見於律藏以及本緣部佛經，如《根本說一切有部毗奈耶破僧事》、《眾許摩訶帝經》、《四分律·受戒犍度》、《五分律·受戒法》、《巴利律藏·大犍度》、《本生義註·Avidūrenidānakathā》、《大事》、《中本起經》、《修行本起經》、《太子瑞應本起經》、《異出菩薩本起經》、《過去現在因果經》、《普曜經》、《方廣大莊嚴經》、《佛本行集經》、《僧伽羅剎集經》、馬鳴《佛所行讚》、《佛本行經》等佛典，當中涉及具神話色彩的本生類故事。信仰者以這些佛傳故事為雕繪主題，創造出四相、八相或十二相佛陀成道圖的藝術表現形式。
傳統的佛傳作品，有五世紀的佛授（Buddhadatta）撰《勝者莊嚴》（Jinālaṅkāra），六世紀初僧祐造《釋迦譜》，禪宗燈史錄〈七佛〉傳，十三世紀天台僧志磬作《佛祖統紀·釋迦佛紀》，十五世紀末格桑曲吉嘉措立《藏傳釋迦牟尼佛傳》（原書名：無誤講述佛陀出有壞美妙絶倫傳記·善逝聖行寶藏），這些作品大多為史實、傳說與法統相糅合的敘事。
現代人著作則有星雲法師《釋迦牟尼佛傳》、髻智比丘《親近釋迦牟尼佛:從巴利藏經看佛陀的一生》、一行禪師《故道白雲》、中村元《瞿曇佛陀傳》等等。

## 藏经编纂
汉文藏经的编纂始于南北朝时，之后在全国存有大量的写本藏经，但由于资料缺乏，对于这些写本藏经的情况现在尚未釐清。到唐开元时，据《开元释教录》记载，已有1076部，5048卷。之后，各代又续有新译经论和著述入藏。雕版藏经最早为开宝藏，北宋初开始刊印。最初为蜀版，后有福州版。其后历代多有官私方的藏经雕印。
歷代雕版印刷的漢文大藏經以般若部為首，排序《大般若波羅蜜多經》最前，至大正藏則以阿含部為首，排序長阿含最前。藏傳的《蔡巴甘珠爾目錄》以金剛果乘續部為首，排序《聖妙吉祥真實名經》和《吉祥時輪本續》最前。

### 分類
狭义的佛经专指经藏中的契經。现存的佛教原典有：
1. 大批的藏文和汉文版本的翻译经典。
2. 锡兰、缅甸、柬埔寨和泰国所存，源自古印度上座部所宗奉经典的巴利文版本。
3. 尼泊尔保存的、印度晚期佛教所存认的一部不很完整的经集，附有一部辅助性著作的选集。
4. 少数散布在其他各地的印度語文经典，例如保存在西藏、日本和印度西部某些耆那教徒的藏书，以及埋藏在中亚墓窟的藏书。

广义的佛经总称“三藏”，包括：
1. 经藏：梵文Sūtra-piṭaka的意译，音意合译为“素怛纜藏”，指释迦牟尼诸弟子所传述的释迦佛在世时的说教，以及其后佛教徒称为释迦牟尼言行的著作。[125]
2. 律藏：梵文Vinaya-piṭaka的意译，音意合译为“毘奈耶藏”，记载佛教僧侣的戒律及佛寺的一般清规。[126]
3. 论藏：梵文Abhidharma-piṭaka的意译，音意合译为“阿毘達磨藏”，是对佛教教义的解说。[127]

《大乘理趣六波羅蜜多經》將「過去無量殑伽沙諸佛世尊所說正法」，攝為五分（藏）：
- 樂處山林，常居閑寂修靜慮者，說素呾纜藏(經藏)。
- 樂習威儀護持正法，一味和合令得久住，說毘奈耶藏(律藏)。
- 樂說正法分別性相，循環研覈究竟甚深，說阿毘達磨藏(論藏)。
- 樂習大乘真實智慧，離於我法執著分別，說般若波羅蜜多藏(般若藏)。
- 不能受持契經調伏對法般若，或復有情造諸惡業——四重、八重、五無間罪、謗方等經、一闡提等種種重罪——使得銷滅速疾解脫頓悟涅槃，說諸陀羅尼藏(真言藏─密教悉曇咒語等)。

並稱五藏之受持者，阿難受持「素呾纜藏」(經)，優婆離受持「毘奈耶藏」(律)，迦旃延受持「阿毘達磨藏」(論藏)，文殊菩萨受持「大乘般若波羅蜜多」(般若)，金剛手菩薩受持「甚深微妙諸總持門」(真言門)。

### 漢傳大藏經
漢傳大藏經，主要由域外翻譯佛典組成，後來也加入漢傳佛教僧人撰寫的佛教著作。最初為寫本，印刷術發明後，在北宋初年出現第一部木刻本大藏經，即《開寶藏》。由於寫本傳抄有異寫、訛字、脫文、衍文、倒文，因此各地流傳的寫本藏經也有所不同。從北宋初年到末年，由當地寫本藏經產生的刻本大藏經，主要形成了三個系統：以《開寶藏》為代表的中原系、以《契丹藏》為代表的北方系、以《崇寧藏》、《毘盧藏》為代表的南方系。
|        | 1                  | 2                  | 3                | 4                       | 5                  | 6                  | 7                | 8                        | 9                           |
| ------ | ------------------ | ------------------ | ---------------- | ----------------------- | ------------------ | ------------------ | ---------------- | ------------------------ | --------------------------- |
| 名稱   | 開寶藏(蜀版、宋本) | 契丹藏(丹藏、丹本) | 崇寧藏(閩版)     | 毘盧藏                  | 圓覺藏(思溪藏)     | 資福藏(思溪藏)     | 趙城金藏(蜀版)   | 磧砂藏                   | 高麗藏(再雕)                |
| 發行年 | 太平興國八年(983)  | 清寧十年(1064)     | 崇寧三年(1104)   | 紹興二十一年(1151)      | 紹興二年(1132)     | 淳熙二年(1175)     | 大定十三年(1173) | 至治二年(1322)           | 高宗三十八年(1251)          |
| 數量   | 5048卷(增補)       | 6006卷             | 6108卷           | 6132卷                  | 5480卷             | 5490卷             | 6900卷           | 6362卷(管主八續)         | 6589卷                      |
| 狀態   | 零星經本           | 零星經本           | 藏東寺           | 藏宮內省圖書寮          | 藏增上寺           | 藏國圖等地         | 藏國圖           | 藏陝圖等地               | 藏增上寺, 海印寺            |
| 發起人 | 宋太祖             | 遼興宗             | 福州東禪寺       | 福州開元寺              | 密州觀察使王永從   | 安吉州資福寺       | 崔法珍           | 平江府磧砂延聖院         | 高麗高宗                    |
| 底本   |                    | 開寶藏             |                  | 崇寧藏                  | 毘盧藏             | 圓覺藏             | 開寶藏           | 圓覺藏 增補:普寧藏       | 開寶藏 增補:丹藏,國本(初雕) |
|        | 10                 | 11                 | 12               | 13                      | 14                 | 15                 | 16               | 17                       | 18                          |
| 名稱   | 普寧藏             | 弘法藏             | 元官藏           | 洪武南藏                | 永樂南藏           | 永樂北藏           | 武林藏           | 萬曆藏                   | 嘉興藏(徑山藏)              |
| 發行年 | 至元二十七年(1290) | 至元三十一年(1294) | 至元二年(1336)   | 洪武三十二年(1399)      | 永樂十五年(1417)   | 正统五年(1440)     | 永樂二十年(1422) | 順治十四年(1657)         | 康熙十五年(1676)            |
| 數量   | 6327卷(管主八續)   | 7182卷             | 6500卷           | 7000卷                  | 6331卷             | 6924卷             | 不明             | 6234卷                   | 12600卷(正續編)             |
| 狀態   | 藏增上寺、淺草寺   | 零星經本           | 零星經本         | 藏川圖                  | 藏魯圖等地         | 藏廣教寺等地       | 零星經本         | 藏寧武縣文化館           | 藏北京故宮等地              |
| 發起人 | 白雲宗大普寧寺     | 元世祖             | 太皇太后卜答失里 | 明太祖                  | 明成祖             | 明成祖             | 杭州施主         | 朱常潤的選侍王氏         | 紫柏真可                    |
| 底本   | 資福藏             | 趙城金藏           | 至元錄經目       | 磧砂藏                  | 洪武南藏           | 永樂南藏           | 磧砂藏, 洪武南藏 | 永樂南藏, 北藏           | 永樂北藏                    |
|        | 19                 | 20                 | 21               | 22                      | 23                 | 24                 | 25               | 26                       | 選輯                        |
| 名稱   | 天海藏             | 黃檗藏             | 龍藏             | 弘教藏                  | 卍正藏             | 卍續藏             | 頻伽藏           | 大正藏                   | 藏要                        |
| 發行年 | 正保五年(1648)     | 延寶六年(1678)     | 乾隆三年(1738)   | 明治十八年 (1885)       | 明治三十八年(1905) | 明治四十五年(1912) | 民國二年(1913)   | 昭和九年(1934)           | 民國二十四年(1935)          |
| 數量   | 6323卷             | 7374卷             | 7168卷           | 8539卷                  | 7082卷             | 6957卷             | 8416卷           | 13520卷                  | 400餘卷(73種書)             |
| 狀態   | 藏輪王寺           | 藏萬福寺           | 藏北京故宮等地   | 印刷出版                | 印刷出版           | 印刷出版           | 印刷出版         | 大正一切経刊行会印刷出版 | 金陵刻經處印刷出版          |
| 發起人 | 德川家光           | 鐵眼道光           | 雍正帝           | 弘教書院                | 京都藏經書院       | 京都藏經書院       | 羅迦陵           | 高楠順次郎等人           | 歐陽漸、呂澂                |
| 底本   | 資福藏, 普寧藏     | 嘉興藏             | 永樂北藏         | 高麗藏 黃檗藏(工作底本) | 黃檗藏             |                    | 弘教藏           | 高麗藏 頻伽藏(工作底本)  | 資福藏                      |

## 石刻及墨寶
中國佛教石經雕刻之舉始於北魏末年，盛於隋唐。除了刻在碑上，也刻於摩崖和經幢上。
「摩崖刻經」以北齊、北周為盛，所在地域遍及山東、山西、河南、河北、陝西、四川。其中最著名的是山東泰山經石峪的大字《金剛經》﹑徂徠山映佛岩的《大般若經》、水牛山《文殊師利般若經》等。河南安陽寶山、河北磁縣鼓山亦有著名的佛經摩崖。
「經幢」創於初唐，其制如柱，一般為八角棱形，上有蓋，下有座，經文刻於柱身。陝西富平《佛頂尊勝陀羅尼經幢》，刻於唐永昌元年 (公元689年)，為現存較早的經幢。佛教經幢以刻《陀羅尼經》為多，但也有刻《心經》、《楞嚴經》、《大悲心陀羅尼經》、《金剛經》、《藥師經》等經的。
「碑刻佛經」，數量很多。最著名的是北京房山雲居寺的石刻佛教大藏經「房山石經」。幽州沙門靜琬鐫刻石經以防法難，直至明末，歷時千餘年，共刻成15061石，包括佛經1100多部，3500多卷，是中國字數最多的銘文。所用底本校勘精審，亦包括從未見於目錄著錄的稀世孤本，例如《釋教最上乘秘密藏陀羅尼集》、《唐玄宗註金剛般若波羅蜜經》等。
此外，還有「石柱佛經」，刻在石柱上藏於石洞中，以山西太原風峪的《華嚴經》為代表；「塔刻佛經」，鐫刻於塔身或塔內石壁上，內容包含了佛教經目和各類佛教經咒。
長慶二年至文宗太和三年（829），清晃、清海等於蘇州重玄寺法華院刻成石壁經，係為寺僧契元所書，白居易亦為之作讚碑。計刻法華經、維摩詰經、金剛般若經、佛頂尊勝陀羅尼經、阿彌陀經、觀普賢菩薩行法經、實相法密經(實相般若波羅蜜經)及般若心經等十萬言以上。
書法家寫佛經，最早也最重要的，是《般若波羅蜜多心經》。以北魏人所書，刻入《壯陶閣帖》者為最早，有唐咸通年間大秦寺僧題識。但影響較大的，是稍晚的歐陽詢心經寫本，他也寫有〈佛說尊勝陀羅尼咒〉。此外，釋懷仁集王羲之墨迹為〈集字聖教序〉，寫有行書《般若波羅蜜多心經》。著名的，還有題為王羲之所書的《佛遺教經》、鍾紹京的《轉輪聖王經》（起世經·轉輪聖王品）、柳公權的《金剛經》、國詮的《善見律》卷、張旭草書《心經》、以及懷素草書《四十二章經》。
唐代佛經傳抄最廣的是寫經生、僧人的寫經作品，一直要到敦煌莫高窟藏經洞的發現，這些作品才大量現世。所抄佛經以《妙法蓮華經》、《大般若波羅密多經》、《金剛般若波羅密經》、《金光明最勝王經》、《維摩詰所說經》、《無量壽宗要經》的數量最多，其質量參差不齊，以發願供養、祈求福報為主要目的。此外，大批的佛典疑偽經文獻、漢地佛教撰著、天台教典、毗尼藏、禪宗著作、宣教通俗文書，如變文等，皆在敦煌文獻抄寫之列。
唐代以後，黃庭堅、趙孟頫、董其昌、文徵明、陳洪綬、文嘉、張照、孔繼涑等人所寫《心經》；蘇軾、趙孟頫、祝允明、孫慎行等人所寫《四十二章經》；米芾寫〈倒念揭諦咒〉；蘇軾、黃庭堅、張即之、趙孟頫、文徵明、董其昌、釋弘一寫《金剛經》；趙孟頫、董其昌寫《妙法蓮華經》等，均可稱為名品。其餘佛經法帖尚有張即之《華嚴經》《佛遺教經》、趙孟頫《楞嚴經讚佛偈》、蘇軾《圓覺經》《華嚴經破地獄偈》、黃庭堅《文益禅師語錄》、董其昌《楞嚴經圓通偈》《阿彌陀經》《佛遺教經》、林則徐《阿彌陀經》、弘一法師《華嚴經》等等。
清代帝王亦好寫佛經，所抄內容以智慧、修持、覺悟、真如類的典籍為主，包括《般若經》、《心經》、《金剛經》、《法華經》、《圓覺經》等。較具有代表性的佛經寫本，則有：康熙《心經》、乾隆《金剛經》、《白衣大悲王印陀羅尼經》、咸豐《千手千眼無礙大悲心陀羅尼》、慈禧太后《心經》。
篆書方面的名作，則有宋真宗景德年間（公元1004-1007年）靈隱寺莫庵道肎，寫成的集篆三十二體《金剛般若波羅密多經》。每章一體，並註記各體源流。從北宋以後，歷經明、清二代，屢見重鈔翻刻或復臨的三十二體篆書《金剛經》，是篆書史上影響最大、流傳最廣的集篆作品。
為使佛法永存，防止佛經被毀，中國石刻佛經相當興盛，從北齊至宋元時期，究竟刻有多少石經已無法統計。書法家寫佛經的風氣，則較道經晚起步。唐代書法家少寫佛經，宋代書法家以翰墨為佛事，在三教合流的風氣下，兼寫佛道經。晚清藏書家葉昌熾評論：「佛經之精者皆大字，而碑為多；道經之精者皆小楷，而帖為多」。

## 參见
- 九分教、十二分教
- 四阿含
- 三藏
- 大藏经
- 佛經翻譯
- 佛經目錄
- 契經

## 研究書目
- 蕅益智旭，《閱藏知津》（清世祖順治十一年，1654年）ISBN 978-7-80106-053-2
- 望月信亨，《佛教經典成立史論》，法藏館，1946
- 水野弘元等，《佛典解題事典》，春秋社，1977
- 小川貫弌等；藍吉富主編，《大藏經的成立與變遷: 大正大藏經解題》，華宇，1984年
- 高楠順次郎等；藍吉富主編，《南傳大藏經解題》，華宇，1984年
- 赤沼智善；藍吉富主編，《漢巴四部四阿含互照錄》，華宇，1986年
- 釋印順，《原始佛教聖典之集成》，正聞，1988年
- 方廣錩，《佛教典籍百問》，今日中國，1992年
- 李富華、何梅，《漢文佛教大藏經研究》，宗教文化出版社，2003年，ISBN 978-7-80123-541-1
- 水野弘元，《佛教文獻研究》，法鼓，2003年，ISBN 978-957-598-244-7
- 水野弘元，《佛典成立史》，東大圖書，2007，ISBN 978-957-19-2881-4
- 陳士強，《大藏經總目提要·經藏》，上海古籍出版社，2007
- 陳士強，《大藏經總目提要·律藏》，上海古籍出版社，2015
- 陳士強，《大藏經總目提要·論藏》，上海古籍出版社，2019
- 何梅，《歴代漢文大藏經目録新考》，社會科學文獻出版社，2014年
- 唐納德·羅佩茲，《佛教解釋學》，上海古籍出版社，2009年

## 外部連結

### 文章
- 宏印：佛經的集結與特色
- 水野弘元：印度佛教史三論 （页面存档备份，存于）
- 林崇安：阿含經的集成與大乘經典源流的研究 （页面存档备份，存于）
- 釋印順：聖典之結集 （页面存档备份，存于），阿毘達磨之發達 （页面存档备份，存于），大乘佛教導源 （页面存档备份，存于），空有之爭 （页面存档备份，存于），秘密教之傳布 （页面存档备份，存于）
- 李富華：佛教典籍的傳譯與中國佛教宗派 （页面存档备份，存于）
- 竺家寧：論佛經語言研究的「以經證經」 （页面存档备份，存于）
- 萬金川：文本對勘與漢譯佛典的語言研究--以《維摩經》為例 （页面存档备份，存于）、《維摩詰經》支謙譯本的點校 ―― 兼論該一經本的譯者歸屬及其底本語言
- 陳士強：漢傳佛教目錄學小史 （页面存档备份，存于）
- 阿毘達磨的特色與起源 （页面存档备份，存于）
- Beyond the Tipitaka: A Field Guide to Post-canonical Pali Literature
- 藏傳佛教疑問解答120題 （页面存档备份，存于）

### 佛教文本

#### 目錄
- 佛教藏經目錄數位資料庫 （页面存档备份，存于）
- The Buddhist Canons Research Database （页面存档备份，存于） （佛典書目資料庫）

#### 梵、巴、藏佛典
- SuttaCentral：Early Buddhist texts, translations, and parallels （页面存档备份，存于） ／SuttaCentral舊版 （页面存档备份，存于）（初期佛教佛典，對照、翻譯）
- Pali Tipitaka （页面存档备份，存于） （巴利語佛典）
- 84000 พระธรรมขันธ์ （页面存档备份，存于）、PALI ROMAN （页面存档备份，存于）（巴利語佛典）
- Index to Sutta Indexes （页面存档备份，存于） （巴利語佛典，英文對照）
- Digital Sanskrit Buddhist Canon （页面存档备份，存于）（梵語佛典）
- Thesaurus Indogermanischer Text- und Sprachmaterialien （页面存档备份，存于）（梵語佛典）
- Göttingen Register of Electronic Texts in Indian Languages （页面存档备份，存于）（梵語佛典）
- Digital Corpus of Sanskrit （页面存档备份，存于）（梵語語料庫，包含梵語佛典）
- Adarshah 明鏡 （页面存档备份，存于） （藏語佛典）
- Bibliotheca Polyglotta （页面存档备份，存于） （佛典梵中藏英多語對照）

#### 中文佛典
- CBETA 數位研究平台 （页面存档备份，存于）
- CBETA漢文大藏經 （页面存档备份，存于）（中華電子佛典協會 - 漢文大藏經）
- 阿含經南北傳對讀 （页面存档备份，存于）
- 覺悟之路 （页面存档备份，存于） （南傳上座部佛典）
- 法雨道場 （页面存档备份，存于）（南傳上座部佛典）
- 般若文海 （页面存档备份，存于）（漢傳佛典、民間善書）
- 顯密文庫 （页面存档备份，存于）（藏傳、漢傳佛典）
- 圓滿法藏• 佛典漢譯 （页面存档备份，存于）（藏傳佛典漢譯）

#### 英文佛典
- Access to Insight （页面存档备份，存于）（南傳上座部佛典英譯）
- 八萬四千•佛典傳譯 （页面存档备份，存于）（欽哲基金會 - 藏文大藏經英譯）